# دوري الدرجة الأولى البوتاني 1997
دوري الدرجة الأولى البوتاني 1997 هو موسم من دوري الدرجة الأولى البوتاني. فاز فيه Drukpol FC ‏.